# ГЕС Алекрін
ГЕС Алекрін (порт. Usina Hidrelétrica de Alecrim) – гідроелектростанція на південному сході Бразилії у штаті Сан-Паулу. Знаходячись між ГЕС Porto Raso (вище по течії) та ГЕС Serraia, входить до складу каскаду на річці Juquiá-Guaçu, яка є лівою притокою Rio Ribeira de Iguape (впадає в Атлантичний океан за півтори сотні кілометрів на південний захід від міста Сан-Паулу). Станція Alecrim є найпотужнішою у згаданому каскаді та єдиною в ньому з показником понад 50 МВт.
Всі сім гідроелектростанцій у сточищі Juquiá-Guaçu звела між 1958 та 1989 роками металургійна Companhia Brasileira de Aluminio, виробництво якої потребує великої кількості електроенергії. Введена в експлуатацію у 1974-му, ГЕС Alecrim стала третьою за часом спорудження. Для неї річку перекрили бетонною греблею полегшеної конструкції висотою 55 метрів. Від створеного водосховища через прокладений у правобережному гірському масиві дериваційний тунель ресурс подається до розташованого за 4 км від греблі машинного залу, який обладнали трьома турбінами типу Френсіс потужністю по 24 МВт.
Видача продукції відбувається по ЛЕП довжиною 68 км, розрахованій на роботу під напругою 230 кВ.